# 莫里斯·卡特
莫里斯·卡特（英語：Maurice Carter，1976年10月12日—），美国NBA联盟前职业篮球运动员。